# ريتشارد سكوت
ريتشارد سكوت (بالإنجليزية: Richard Scott)‏ (29 سبتمبر 1974 في المملكة المتحدة - ) هو مدرب كرة قدم ولاعب كرة قدم بريطاني في مركز الدفاع. لعب مع برمنغهام سيتي وستيفيناغ بوروه وشروزبري تاون ونادي بيتربورو يونايتد ونادي كامبريدج ستي وبرومزغروف روفرز ‏ ونادي موور غرين لكرة القدم ونادي تلفورد يونايتد ونادي كوربي تاون وسبالدينغ يونايتد ‏ ورجبي تاون.

## وصلات خارجية
- ريتشارد سكوت على موقع قاعدة بيانات كرة القدم.إي يو (الإنجليزية)
- ريتشارد سكوت على موقع Soccerbase.com (لاعب) (الإنجليزية)